# Nitidobrium
Nitidobrium is een kevergeslacht uit de familie van de boktorren (Cerambycidae). De wetenschappelijke naam van het geslacht werd voor het eerst geldig gepubliceerd in 2009 door Adlbauer.

## Soorten
Nitidobrium is monotypisch en omvat slechts de volgende soort:
- Nitidobrium zambiensis Adlbauer, 2009